# 山内豊次
山内 豊次（やまうち とよつぐ）は、江戸時代前期の土佐国中村藩世嗣。

## 略歴
2代藩主・山内豊定の次男。幼名は国助。3代藩主・山内豊明の養嗣子。
豊次が生まれた年に父・豊定が没したため、叔父・豊明が家督を継ぎ、豊次はその養子となる。貞享2年（1685年）に5代将軍・徳川綱吉に御目見するが、家督を相続することなく元禄2年（1689年）に13歳で早世した。
代わって、豊明の実子で豊次の従兄弟にあたる豊成が嫡子となった。